# Vikash Malik
Vikash Malik (ur. 20 czerwca 1993) − indyjski bokser kategorii lekkiej.

## Kariera amatorska
W 2007 zwyciężył w indyjskim turnieju YMCA, rywalizując w kategorii lekkiej. W półfinale zawodów pokonał przed czasem w trzeciej rundzie Jonathan Sutton, który reprezentował Mauritius. W finale pokonał przed czasem w drugiej rundzie reprezentanta Iraku Mohameda Salaha. Rok później zdobył brązowy medal na mistrzostwach Indii w kategorii lekkiej. W półfinale pokonał go na punkty Rakesh Kalaskar.
W 2009 został mistrzem Indii w kategorii lekkiej. Narodową rywalizację rozpoczął od punktowego zwycięstwa nad Khambą Ningthoujamem, wygrywając 9:0. W kolejnym pojedynku, przedćwierćfinałowym pokonał przed czasem w drugiej rundzie Abhinava Bajpaia, awansując do ćwierćfinału. W ćwierćfinale pokonał przed czasem w trzeciej rundzie Madaną Raju, a w półfinale Dalbira Singha, wygrywając na punkty. W finale zmierzył się z Rakeshem Kalaskarem, którego pokonał na punkty (+2:2). Rok później został wicemistrzem Indii w kategorii lekkiej. Swój pojedynek finałowy przegrał na punkty (1:3). W 2011 na mistrzostwach Indii odpadł już w ćwierćfinale, przegrywając z Vijenderem Maniknandanem.
W 2012 po raz drugi w karierze został mistrzem Indii w kategorii lekkiej. Rywalizację rozpoczął od punktowego zwycięstwa nad Rohitem Shreshthą, pokonując go na punkty. Wszystkie pojedynki na mistrzostwach wygrał pewnie na punkty, a w finale pokonał Neeraja Goyata. W lipcu 2013 był uczestnikiem mistrzostw Azji, które odbywały się w jemeńskim mieście Amman. W pierwszej walce rywalem Indusa był Mohd Khaibar Nooristani, który przegrał wszystkie rundy. Malik zakończył udział na kolejnej walce, przegrywając z Anwarem Junusowem. W październiku tego samego roku był uczestnikiem mistrzostw świata w Ałmaty. W pierwszym pojedynku pokonał reprezentanta Kirgistanu Medera Mamakeyeva, wygrywając na punkty (3:0). W 1/16 finału zmierzył się z Polakiem Dawidem Michelusem, pokonując go na punkty (2:1). W 1/8 finału pokonał na punkty (3:0) Węgra Miklósa Vargę, a w walce o brązowy medal przegrał z Brazylijczykiem Robsonem Conceição.